# Phare de Presque Isle (Michigan)

Le nouveau phare de Presque Isle (en anglais : New Presque Isle Light), est un phare de la rive ouest du lac Huron, situé dans le canton de Rogers (en) du Comté de Presque Isle, Michigan. Il a remplacé par le vieux phare de Presque Isle
Ce phare est inscrit au Registre national des lieux historiques depuis le 4 août 1983 sous le n° 83000890  et au Michigan State Historic Preservation Office depuis le 30 juin 1988.

## Historique
C'est le commandant du Corps du génie de l'armée des États-Unis, Orlando Metcalfe Poe, qui a conçu les plans du nouveau phare. Lorsqu'il a reçu suffisamment de fonds, il a rassemblé des matériaux de construction, obtenu des offres de main-d'œuvre et organisé une équipe de travail. L'USLHT Warrington (en) a apporté le groupe de travail et les matériaux au port à l'été 1870. Un bateau-phare plus petit apportait la nourriture, les fournitures et les matériaux de construction. Les travaux ont été achevés au début de l'été 1871. La nouvelle tour a été construite avec des murs doubles. Bien que les vents et les vagues ici à Presque Isle ne soient pas aussi rudes qu'ils pourraient l'être dans des endroits plus éloignés, les murs resteraient solides contre les intempéries du lac Huron. Un escalier en colimaçon en fonte de 138 marches menait le gardien vers la galerie supérieure. Ce plan de phare était si unique et élégant qu'il a inspiré plusieurs autres phares autour des Grands Lacs pour copier sa conception comme pour le phare de Big Sable Point, le phare de Grosse Point.
Un passage couvert reliait la tour à l'habitation du gardien à deux étages, permettant une protection supplémentaire lorsque les gardiens se rendaient à la tour par mauvais temps. Une cave pleine a été construite sous la maison pour y stocker des objets personnels ainsi que de l'huile pour la lampe.

### Lentille de Fresnel
Une lentille de Fresnel du troisième ordre, qui mesurait six pieds de hauteur - fabriquée par Henry LePaute Cie. de Paris - a été utilisée pour la lampe. Cet objectif a été inventé par un Français du même nom, et il est rapidement devenu populaire dans les tours à travers le pays. Son objectif solide et efficace a été capable de projeter la lumière beaucoup plus loin que les techniques précédentes : flamme nue, lumière alimentée par l'huile de baleine ou petites mèches. Le système des lentilles de Fresnel a été une grande amélioration par rapport aux lentilles précédentes dans les phares, mais ce n'est que dans les années 1850 qu'il a été couramment adopté aux États-Unis et dans les Grands Lacs. L'objectif ne laissait s'échapper qu'une faible quantité de lumière. Fresnel a pu le faire en créant divers anneaux concentriques entourant la lentille qui courberaient la lumière, la focalisant finalement dans une direction. Une lumière très intense pouvait ainsi être vue par des bateaux sur les lacs à plusieurs kilomètres de là. Cet avantage serait très précieux pour les cargos du lac ou les paquebots à passagers perdus dans une tempête ou un temps dangereux susceptible de se produire sur les lacs.
Il avait également un avantage sur le système de lentilles précédent, le système Lewis. Ce système, conçu par un ancien capitaine de marine nommé Winslow Lewis (en), était un réflecteur parabolique dirigeant la lumière émise par une mèche à tube. Cette mèche fut intensifiée par un courant d'air qui coulait dessus, créant la lumière de six ou sept bougies. Même avec les réflecteurs, l'objectif ne pouvait toujours pas produire presque autant de lumière que le système de lentilles de Fresnel. En outre, il était difficile à nettoyer et à entretenir, ce qui entraînait des réparations, des ajustements et d'autres opérations d'entretien constants. De toute évidence, le système de lentilles de Fresnel était le choix optimal pour le service des phares et pour le phare du port de Presque Isle.

### Gardiens de phare
C'est Patrick Garraty , choisi par Abraham Lincoln comme quatrième gardien de l'ancien phare, qui a également été nommé premier gardien du nouveau phare. Son épouse Mary a été nommée comme gardien adjoint. Plus tard, en 1886, son fils de 18 ans, Thomas, a pris le poste et il a gardé la lumière jusqu'en 1935.
Le devoir du gardien de phare était sans fin. La station devait rester propre et ordonnée, et la lentille nécessitait un nettoyage quotidien, un lavage tous les deux mois et un polissage spécial annuel. Les mèches devaient être coupées quotidiennement. Les tours d'éclairage devaient rester en parfait état, ce qui nécessitait un balayage, un déneigement et d'autres soins. Cela devait être fait avant 10 heures du matin, en préparation pour l'utilisation de cette nuit. De plus, de nombreux gardiens de phare ont également entretenu un jardin sur la propriété qui les soutiendrait avec suffisamment de légumes frais lorsque les offres ne venaient pas.
Le Lighthouse Board envoyait régulièrement des inspecteurs pour s'assurer que les lumières, les tours et les stations étaient entretenues. Idéalement, leur arrivée ne serait pas annoncée, mais l'installation du téléphone dans les différentes stations autour des lacs a permis aux gardiens d'avertir les autres qu'ils seraient bientôt visités.

### Mises à niveau
Au fur et à mesure que les temps avançaient et que des navires et des cargos plus gros utilisaient le port de Presque Isle, d'autres développements et constructions ont été effectués. En mars 1889, le Congrès accorda 5.500 dollars supplémentaires à la construction d'un signal de brouillard à vapeur à la station. Ces klaxons forts étaient utiles par temps de brouillard ou de tempête lorsqu'un navire n'avait peu ou pas de visibilité. Ces signaux, bien que parfois déformés par le brouillard lui-même, pouvaient être entendus là où la lumière n'était pas visible. Un problème, cependant, avec la vapeur était la préparation pour faire retentir le signal. Parfois, il fallait jusqu'à 45 minutes pour allumer un feu de chaudière et attendre que la pression de vapeur augmente. Cela pouvait représenter un danger pour un bateau qui nécessitait l'aide immédiate des gardiens de la station. Avec le temps, de l'air comprimé a remplacé la machine à vapeur, ce qui a considérablement réduit le temps nécessaire pour préparer le lancement du signal.
En juin 1890, la barge à vapeur Ruby est arrivée au port de Presque Isle avec une équipe de travail. Ils ont apporté avec eux les matériaux pour construire le bâtiment ainsi qu'un tramway de 680 m de long qui servirait de voie pour le transport de tonnes de charbon qui alimentaient les chaudières à signaux de brouillard, ainsi que de pétrole et d'autres fournitures du quai. L'équipe de travail a également reconstruit le quai de débarquement et le hangar à bateaux. En 1897, en raison de la baisse du niveau du lac, le quai de débarquement a été prolongé de 37 m.
L'alimentation des chaudières à signaux de brouillard était une tâche ardue. L'exécution fiable de ces tâches quotidiennement, entre autres, nécessitait souvent plus d'un gardien et d'un assistant. Le commandant du onzième district, Edward H Gheen, a indiqué que le phare" de Presque Isle avait besoin de plus de deux hommes pour diriger la station. Des plans pour une deuxième habitation sur la propriété ont été élaborés, et le Congrès a alloué 5.000 dollars pour la construire. Les travaux sont arrivés sur l'USLHT Amaranth (en), et la nouvelle habitation a été construite et terminée en septembre 1905. Le berceau extérieur du débarcadère et un nouveau pont ont également été construits pendant cette période. Mais pendant quatre ans, aucun deuxième gardien adjoint n'a été affecté à Presque Isle. En novembre 1909, Arthur J. Cater est venu combler le poste.
En septembre 1912, un système à vapeur d'huile incandescente a été installé dans la tour d'éclairage. Ce nouveau système a pu diminuer la quantité de nettoyage nécessaire tout en augmentant la température et l'intensité du brûleur. Le kérosène a été forcé dans une chambre chauffée où il a été vaporisé et ensuite envoyé dans le brûleur.
Le Lighthouse Service a été transféré au contrôle de la Garde côtière en 1939, et ce département a pris le contrôle du phare de Presque Isle. La plomberie intérieure et l'électricité ont été installées à la station, et le bâtiment des signaux de brume a été démoli parce qu'il n'était plus une nécessité. La Garde côtière a automatisé la lumière en 1970 et a occupé les bâtiments de la station.

### Développements récents
Dans les années 1990, ce phare a reçu une couche supplémentaire de briques. Ainsi, sa circonférence est devenu plus large et la tour ne semble pas aussi équilibrée architecturalement qu'elle le faisait autrefois sur de vieilles photographies.
La propriété a été louée au comté sous le nom de Presque Isle Park, puis finalement acquis en 1998. Avec sa balise visible sur 22 milles marins (41 km) dans l'eau, le phare de Presque Isle est aujourd'hui connue comme l'une des plus hautes tours des Grands Lacs.

## Description
Le phare  est une tour circulaire en brique, avec galerie et lanterne, attachée à une maison de gardien de deux étages de 33 m de haut. La tour est peinte en blanc et la lanterne est noire avec un toit rouge.
Il émet, à une hauteur focale de 37 m, un flash blanc par période de 15 secondes. Sa portée est de 22 milles nautiques (environ 41 km).
Identifiant : ARLHS : USA-667 ; USCG :  7-11550 .

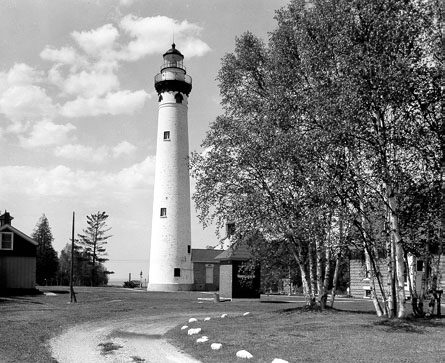
Le phare (photo USCG)
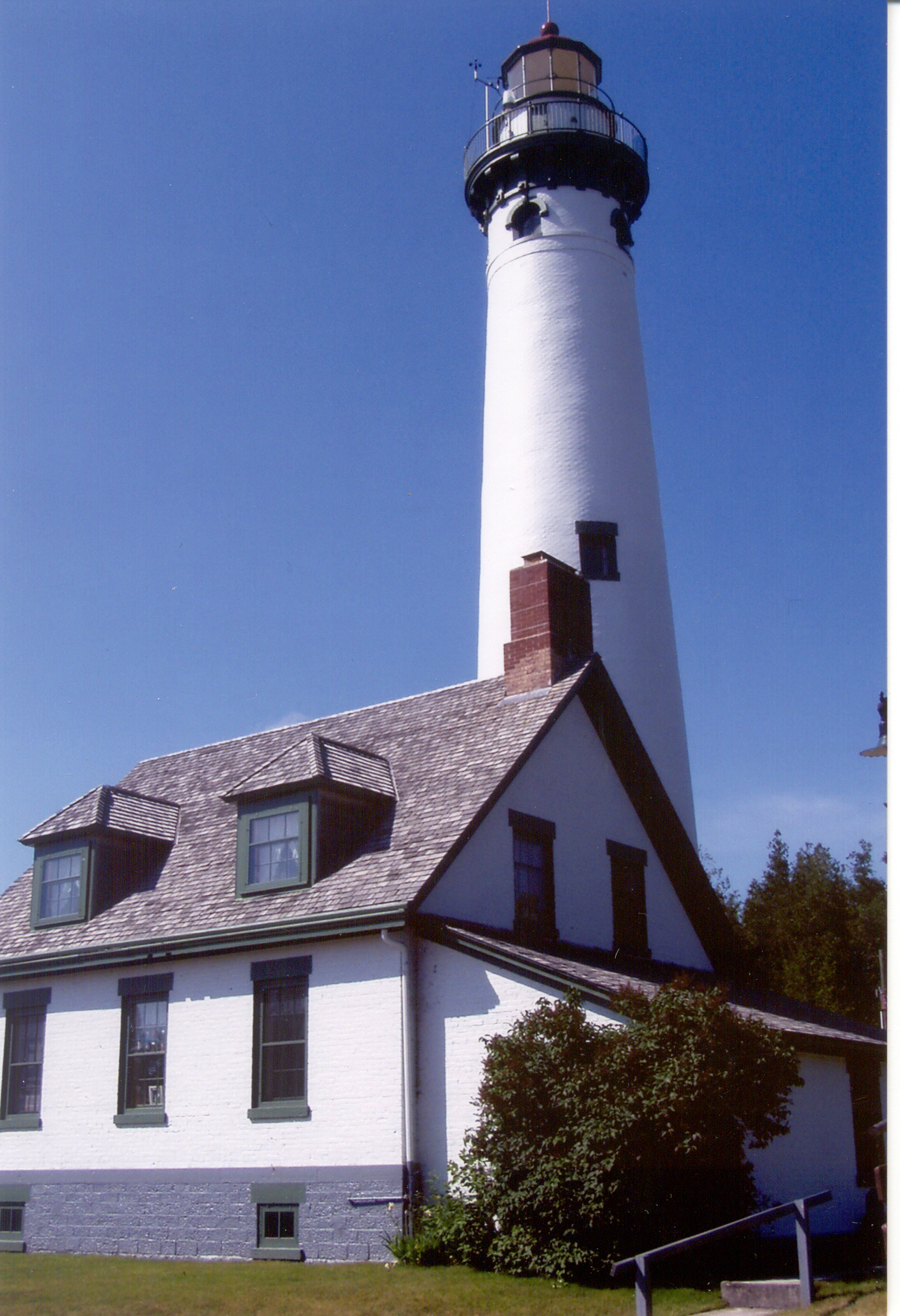
Le phare

### Lien connexe
- Liste des phares au Michigan